# Joë Hamman
Joë Hamman (8è districte de París, 26 d'octubre de 1883 –Dieppe, 30 de juny de 1974) va ser un actor, director, dibuixant i il·lustrador de nacionalitat francesa. És considerat un dels creadors, en els inicis del segle xx, del «western francès», al costat del seu amic el director Jean Durand.

## Biografia
Va néixer en el si d'una família burgesa, el seu pare era un expert en pintura, i la seva mare dama de companyia d'Eugenia de Montijo. El seu avi era el pintor belga Édouard Hamman (1819-1888), expert en quadres històrics. La seva àvia, Louise-Jenny Audiat, també havia estat dama de companyia d'Eugenia de Montijo.
En la seva infància va poder conèixer a diversos escriptors (Alexandre Dumas (fill), Guy de Maupassant, Georges Feydeau) que eren amics dels seus pares. Hamman va cursar estudis a París i a Londres, i més endavant a l'École nationale supérieure des beaux-arts.
Joë Hamman va descobrir la seva vocació de cineasta als dotze anys d'edat, quan va assistir a una de les projeccions dels Germans Lumière al Salon indien du Grand Café, a París, el 1895. Als 21 anys, mentre viatjava amb el seu pare per negocis pels Estats Units, va descobrir els Wild West Shows de Buffalo Bill, amb qui va travar amistat. De tornada a França, Joë Hamman va rodar westerns (com a actor i com a director) a la regió parisenca. Cow-boy el 1906 — segons ell el premier western — i Le Desperado el 1907 es van rodar per a la signatura Lux. Després de la seva trobada amb Folco de Baroncelli-Javon, ell va rodar els seus films en La Camarga en col·laboració amb el veterà director Jean Durand. Hamman va ser un dels pioners del gènere fora dels Estats Units, i al western francès se li va donar l'apel·latiu de «western-camembert».
El 1921 va crear una companyia productora, Les Films Joë Hamman, i va continuar produint films fins a 1937. Després de la Segona Guerra Mundial, la seva carrera cinematogràfica al western havia acabat, en substituir les pel·lícules rodades als Estats Units a les franceses. En aquesta època, i fins a 1967, va interpretar petits papers, principalment en serials cinematogràfics.
Dibuixant i aquarel·lista, Joë Hamman va il·lustrar, entre d'altres, obres de Honoré de Balzac, Charles Perrault o Edgar Allan Poe, i llibres com Satíricon o Les mil i una nits.
D'altra banda, sota el nom de Joë Hamman va publicar, en 1962, un llibre autobiogràfic amb pròleg de Jean Cocteau, Du Far-West à Montmartre.
Joë Hamman va morir el 1974 a Dieppe (Sena Marítim), França.

## Filmografia
Tots els films del període de 1907 a 1914 són curtmetratges, llevat esment contrari.

### Actor
- 1907 : Le Desperado (també director i guionista)
- 1909 : Un drame mexicain
- 1909 : Un drame au Far West, (també director i guionista)
- 1909 : L'Honneur du pêcheur
- 1909 : Les Frères de la côte
- 1909 : Les Aventures de Buffalo Bill (també director)
- 1909 : L'Enfant du chercheur d'or, de Jean Durand
- 1909 : Le Conscrit de 1809, de Gérard Bourgeois
- 1909 : Le Feu à la prairie, (també guionista), de Jean Durand
- 1909 : La Fiancée du corsaire, de Gérard Bourgeois
- 1909 : Le Vautour de la Sierra, de Victorin-Hippolyte Jasset
- 1910 : Un drame sur une locomotive, (també guionista), de Jean Durand
- 1910 : Reconnaissance d'Indien, de Jean Durand
- 1910 : Pendaison à Jefferson City (també guionista), de Jean Durand
- 1910 : Les Chasseurs de fourrures, de Jean Durand
- 1910 : Les Aventures d'un cow-boy à Paris, de Jean Durand
- 1910 : Le Pari de Lord Robert, de Jean Durand
- 1910 : Le Gardian de Camargue, de Léonce Perret
- 1910 : Le Fer à cheval, de Jean Durand
- 1910 : Le Diamant volé, de Jean Durand
- 1910 : L'Attaque d'un train (també guionista), de Jean Durand
- 1910 : L'Amour du ranch, de Jean Durand
- 1910 : La Main coupée (també guionista), de Jean Durand
- 1910 : Jim Crow, de Robert Péguy
- 1910 : Dans les airs, de Jean Durand
- 1910 : Bornéo Bill, de Jean Durand
- 1910 : À travers la plaine, de Jean Durand
- 1910 : Amitié de cow-boy, de Jean Durand
- 1911 : L'Oiseau de proie (també director)
- 1911 : L'Ile d'épouvante, (també director)
- 1911 : Le Suicidé malgré lui, de Jean Durand
- 1911 : Zigoto et l'Affaire du collier, de Jean Durand
- 1911 : Le Mariage de Miss Maud, de Jean Durand
- 1911 : Le Pouce (llargmetratge), de Gaston Roudès
- 1911 : La Prairie en feu (també guionista), de Jean Durand
- 1911 : La Piste argentée, Jean Durand
- 1911 : La Chevauchée infernale (també director)
- 1911 : En Camargue, de Jean Durand
- 1911 : Cent dollars mort ou vif, de Jean Durand
- 1911 : Calino veut être cow-boy, de Jean Durand
- 1911 : Aux mains des bandits, de Jean Durand
- 1912 : Zigoto plombier d'occasion, de Jean Durand
- 1912 : Sous la griffe, de Jean Durand
- 1912 : L'Homme et l'ourse, de Jean Durand
- 1912 : Les Tombeaux d'or
- 1912 : Le Révolver matrimonial (també guionista), de Jean Durand
- 1912 : Le Railway de la mort (també guionista), de Jean Durand
- 1912 : Le Cheval vertueux, de Jean Durand
- 1912 : La Fin d'une révolution américaine, de Louis Feuillade
- 1912 : La Fiancée du toréador, de Jean Durand
- 1912 : Cœur Ardent (també guionista), de Jean Durand
- 1912 : Aux mains des brigands, (també director)
- 1912 : Dans la brousse, de Louis Feuillade
- 1912 : Au pays des lions, de Louis Feuillade
- 1912 : La Conscience de Cheval-Rouge (també guionista), de Jean Durand
- 1913 : Les Diables rouges (també director)
- 1913 : La Légende d'Œdipe (llargmetratge), de Gaston Roudès
- 1913 : De l'azur aux ténèbres (llargmetratge)
- 1913 : 210 contre 213 (també director)
- 1913 : La Ville souterraine (també director)
- 1914 : Les Lions dans la nuit, de Jean Durand
- 1914 : La Chasse à l'homme
- 1914 : Fauves et bandits, film de Jean Durand rodat en quatre parts: La torpille Arvieux, Le train 13 bis, Les fauves i La poudre 108
- 1921 : Le Gardian (també director)
- 1922 : Mireille, de Ernest Servaès
- 1922 : L'Étrange Aventure (també director)
- 1923 : Tao, sèrie de Gaston Ravel rodada en 10 episodis: "Le secret du bonze", "Une trame subtile", "Sous le masque", "Histoire d'un vol", "Les mésaventures de Bilboquet", "L'étau se resserre", "De Paris à Dakar", "Haines et amours", "Le mariage de raymonde" i "Dans l'ombre du temple"
- 1923 : Rouletabille chez les bohémiens, sèrie de Henri Fescourt rodada en 10 episodis: "Le livre des ancêtres", "L'arrestation", "L'instruction", "La poursuite", "La page déchirée", "L'enlèvement", "A server turn", "La pieuvre", "Révélation", "Le retour"
- 1923 : L'Enfant roi, sèrie de Jean Kemm rodada en 8 episodis: "L'éveil des géants", "L'armoire de fer", "La lettre de l'empereur", "Le drame de Varennes", "La maison des deux vieilles", "Les deux orphelins", "La conspiration des femmes", "Lazare Hoche"
- 1924 : Le Vert Galant, sèrie de René Leprince en 8 episodis: "Le roi sans royaume", "Le miroir magique", "Les gants empoisonnés", "L'inquisiteur et le sorcier", "Le message d'amour", "L'envoûtement", "Au secours de l'ennemi", "Le triomphe du Béarnais"
- 1924 : Les Fils du soleil, sèrie de René Le Somptier en 8 episodis: "Un drame à Saint-Cyr", "Le capitaine Youssouf", "Chrétienne et musulmanes", "La justice d'Abd-el-Kassem", "L'évasion", "La guerre sainte", "Sabre au clair", "Le triomphe de l'honneur",
- 1924 : Le Stigmate, sèrie de Louis Feuillade i Maurice Champreux en 6 episodis: "Le mort vivant", "Les deux mères", "L'évasion", "Nocturnes", "La mère prodique", "La main"
- 1926 : Sa petite, de Routier-Fabre
- 1926 : Le Capitaine Rascasse (en 4 episodis), de Henri Desfontaines
- 1926 : La Fille des pachas (també director), de Adrien Caillaud
- 1926 : Lady Harrington, sèrie de Fred Leroy-Granville i Grantham Hayes en 6 episodis: "L'auto grise", "Le piège", "L'engrenage", "Le vol des documents", "Révélation", "Le triomphe de Fox"
- 1926 : Le Berceau de dieu, de Fred Leroy-Granville
- 1927 : Sous le ciel d'Orient, de Fred Leroy-Granville i H.C Grantham-Hayes
- 1927 : Napoléon, d'Abel Gance
- 1930 : Adieu les copains, de Léo Joannon
- 1930 : Le Roi des aulnes, de Marie-Louise Iribe
- 1931 : Der Erlkönig, de Marie-Louise Iribe i Peter-Paul Brauer
- 1931 : Les Monts en flammes (també director), de Luis Trenker
- 1931 : Je serai seule après minuit, de Jacques de Baroncelli
- 1931 : Romance à l'inconnue, de René Barberis
- 1932 : Danton, de André Roubaud
- 1933 : Mireille, de René Gaveau i Ernest Servaès
- 1935 : Le Train d'amour, de Pierre Weill
- 1935 : Le Clown Bux, de Jacques Natanson
- 1936 : Notre-Dame d'amour, de Pierre Caron
- 1937 : Tamara la complaisante, de Félix Gandera i Jean Delannoy
- 1937 : L'Occident, de Henri Fescourt
- 1938 : Bar du sud, de Henri Fescourt
- 1939 : Vous seule que j'aime, de Henri Fescourt
- 1940 : Face au destin, de Henri Fescourt
- 1955 : Napoléon, de Sacha Guitry
- 1967 : Pop game, de Francis Leroi

### Director
- 1907 : Le Desperado
- 1909 : Un drame au Far West
- 1909 : Les Aventures de Buffalo Bill
- 1911 : L'Oiseau de proie
- 1911 : L'Ile d'épouvante
- 1911 : La Chevauchée infernale
- 1912 : Aux mains des brigands
- 1913 : Les Diables rouges
- 1913 : 210 contre 213
- 1913 : La Ville souterraine
- 1921 : Le Gardian
- 1922 : L'Étrange Aventure
- 1926 : La Fille des pachas, amb Adrien Caillaud
- 1930 : Un caprice de la Pompadour, amb Willi Wolf
- 1931 : Les Monts en flammes, con Luis Trenker
- 1931 : Grock, amb Carl Boese

### Altres
- 1927 : La Grande Épreuve, de Alexandre Ryder i A. Dugès, ajudant de direcció
- 1939 : Face au destin, de Henri Fescourt, ajudant de direcció
- 1939 : Vous seule que j'aime, de Henri Fescourt, ajudant de direcció
- 1941 : Andorra ou les hommes d'airain, d'Émile Couzinet, director de producció
- 1941 : Carthacalha, la gitane, de Léon Mathot, ajudant tècnic
- 1942 : Le Brigand gentilhomme, d'Émile Couzinet, ajudant de direcció
- 1947 : Plume la poule, de Walter Kapps, ajudant de direcció